# رشید تمرزوف
رشید بوریسپیویچ تمرزوف ( روسی : Рашид Бориспиевич Темрезов ; Karachay-Balkar : Темирезланы Борисбийни джашы Рашид ) سیاستمدار روسی است که از سال 2011 رئیس کاراچای-چرکس است.

## زندگینامه

### اوایل زندگی
رشید تمرزوف در 14 مارس 1976 در چرکسک در خانواده‌ای از قره‌چای متولد شد  . پدرش جراح   و مادرش اقتصاددان بود. والدینش دوران کودکی خود را در قرقیزستان گذراندند. از مدرسه شماره 3 در چرکسک فارغ التحصیل شد. در سال 1998، او از دانشگاه اجتماعی آزاد مسکو با مدرک مدیریت و امور مالی و اعتباری فارغ التحصیل شد  .

### سیاست
در سال 2007، او به عنوان رئیس شاخه منطقه‌ای حزب سیاسی  روسیه عادل انتخاب شد. متعاقباً به دستور سرگئی میرونوف از این سمت برکنار شد . به گفته ایستگاه رادیویی صدای آمریکا ، اعتقاد بر این است که تمرزوف توسط سرگئی میرونوف در ارتباط با یک رسوایی فساد از حزب اخراج شده است، که در آن دخالت رشید تمرزوف در تحقیقات او توسط الکساندر خینشتاین ، نماینده دومای دولتی و روزنامه‌نگار، فاش شد  .
از سال 2009 - نماینده مجلس خلق قره چای-چرکسیا در دوره چهارم  .
از سال 2009، او عضو ذخیره پرسنل مدیریتی تحت حمایت رئیس جمهور فدراسیون روسیه بوده است  .
از 12 ژانویه 2010 - رئیس مؤسسه ایالتی فدرال "اداره بزرگراه‌های فدرال در قلمرو جمهوری قره‌چای-چرکس از آژانس راه‌های فدرال "  .

#### رئیس جمهوری قره‌چای-چرکس
در 26 فوریه 2011، او به عنوان رئیس جمهور موقت قره‌چای-چرکسیا منصوب شد تا جایگزین بوریس ابزیف شود که استعفا داده بود  . انتصاب او در قره‌چای-چرکسیا با ابهاماتی روبرو شد و به گفته اینال گاشوکوف، عضو شورای عمومی ناحیه فدرال قفقاز شمالی، "باعث نگرانی در جامعه شد". بخشی از مردم، انتصاب تمرزوف را به عنوان بازگشت خاندان بانفوذ اما جنایتکار رئیس جمهور سابق مصطفی باتدیوف به قدرت می‌دانستند  .
در 28 فوریه 2011، رئیس جمهور روسیه نامزدی خود را برای بررسی به مجلس خلق (پارلمان) قره چای-چرکسیا ارائه داد تا اختیارات رئیس جمهوری به او اعطا شود  تأیید شد .
از 5 ژوئیه 2011 تا 4 ژانویه 2012، از 6 آوریل تا 22 نوامبر 2016 و از 21 دسامبر 2020 - عضو هیئت رئیسه شورای دولتی فدراسیون روسیه  .
با توجه به انقضای دوره ریاست جمهوری، رشید تمرزوف در 27 فوریه 2016 توسط رئیس جمهور روسیه به عنوان رئیس موقت جمهوری قره چای-چرکس منصوب شد  . او در 18 سپتامبر 2016 به عنوان رئیس جمهوری انتخاب شد. 49 نماینده پارلمان جمهوری به نامزدی او رأی مثبت دادند  .
در ۱۹ سپتامبر ۲۰۲۱، او با رأی ۴۸ نماینده پارلمان محلی برای سومین دوره متوالی انتخاب شد 

## تحریم‌ها
در 24 فوریه 2023، وزارت امور خارجه ایالات متحده، تمرزوف را در فهرست تحریم‌های افراد دخیل در «انجام عملیات و تجاوز روسیه علیه اوکراین، و همچنین مدیریت غیرقانونی سرزمین‌های اشغالی اوکراین به نفع فدراسیون روسیه»  ، به ویژه به دلیل «به کارگیری شهروندان برای جنگ در اوکراین »  ، قرار داد .
در اول آوریل 2023، او به عنوان «رئیس یک سازمان دولتی که از سیاست فدراسیون روسیه با هدف انجام اقدامات نظامی و نسل‌کشی جمعیت غیرنظامی در اوکراین حمایت/تشویق/عموما تأیید کرده است » به فهرست تحریم‌های اوکراین اضافه شد  .